# ジャンプ コミックス
ジャンプ コミックス（JUMP COMICS）は、集英社が発行する日本の漫画単行本レーベル。同社の少年漫画雑誌『週刊少年ジャンプ』・『ジャンプスクエア』・『Vジャンプ』、ウェブコミック配信サイト『少年ジャンプ+』に掲載された作品を主に収録している。1969年（昭和44年）創刊。新刊は毎月4日頃発売。略称はJCで、ロゴタイプも「Jc」を象った物となっている。
コミックス奥付の表記は「ジャンプ・コミックス」と「ジャンプ コミックス」が見られる。雑誌上やWebでの記載には「ジャンプコミックス」と中黒・スペースのない表記も見られる。
単行本の編集作業は集英社のグループ会社であるホーム社が担当している。ホーム社の公式サイトでは中黒を入れた表記を使用している。
なお本項では、関連レーベルについても取り扱うこととする。

## 収録対象
『少年ジャンプ』系列誌用のレーベルであり、『週刊少年ジャンプ (WJ) 』・『ジャンプスクエア (SQ) 』・『Vジャンプ (VJ)』・『少年ジャンプ+ (PLUS) 』・『グランドジャンプPREMIUM (GJP)』及びその増刊号で連載された作品の単行本や、同誌連載作家の短編集などが発行される。ただし2019年現在では『SJ』系列の単行本については下位レーベルである〈ジャンプ・コミックス デラックス〉（後述）からの発行となっており、〈ジャンプ コミックス〉レーベルから直接発行される作品はほぼ少年誌掲載作品に限られている。『VJ』は専用レーベルとして〈Vジャンプブックス〉があり、かつては同レーベルからの発行が中心であったが、2019年現在では本レーベルからの発行が中心となっている。
ジャンプ系列の中でも『ヤングジャンプ』とその系列誌の作品は〈ヤングジャンプ コミックス (YJC) 〉及びそのサブレーベルからの発行となり、『SJ』を除いたジャンプ系青年誌関連作品は当レーベルからは発行されない。ただし〈YJC〉系列の雑誌に掲載された作品であっても、『WJ』からの移籍作品や過去に『WJ』で連載された作品の続編などについては引き続き〈ジャンプ コミックス〉から発行されることもある。また、初回から『週刊ヤングジャンプ』『となりのヤングジャンプ』で連載されていながら、単行本はジャンプ コミックスレーベルから発行された例もある。
ただし、永井豪の短編集『じん太郎三度笠』は例外で、掲載作品の初出が『週刊少年マガジン』であるうえにジャンプ掲載作品は収録されていないにもかかわらず、初出から4年の月日を経て1971年にジャンプ・コミックスのレーベルで発行された。

## 歴史
1969年（昭和44年）11月30日の『ハレンチ学園』（永井豪）・『男一匹ガキ大将』（本宮ひろ志）・『父の魂』（貝塚ひろし）の各1巻の発行から始まる。当初は未単行本化作品や他社で単行本化された作品もあり、全ての連載作品が当レーベルから単行本化されていたわけではない。
1975年（昭和50年）からは短期連載終了作品や短編集を中心に、子会社である創美社からジャンプスーパーコミックス（JSC、後述）として発行されるようになり、〈JC〉と〈JSC〉を合わせれば1984年（昭和59年）開始の『きまぐれオレンジ☆ロード』（まつもと泉）以降の『WJ』連載作品は全て単行本化がなされている。1989年（平成元年）開始の『剣客 渋井柿之介』（高橋ゆたか）以降の『WJ』連載作品については、全てが〈JC〉より単行本化されている。

## 記録

### 累計発行部数
『ONE PIECE』（尾田栄一郎）の国内累計発行部は2022年8月時点で国内最高記録となる4億1000万部を突破している。また世界累計発行部数は2022年8月時点で5億1000万部を突破し、「最も多く発行された単一作者によるコミックシリーズ」としてギネス世界記録に認定されている。

#### 累計発行部数ランキング（1億部以上）
| タイトル                     | 作者                          | 国内累計発行部数              | 世界累計発行部数              | 巻数                                                        |
| ---------------------------- | ----------------------------- | ----------------------------- | ----------------------------- | ----------------------------------------------------------- |
| ONE PIECE                    | 尾田栄一郎                    | 4億1000万部                   | 5億1000万部                   | 新書版既刊112巻                                             |
| ドラゴンボール               | 鳥山明                        | 1億6000万部                   | 2億6000万部                   | 新書版全42巻 完全版全34巻 新装版全42巻                      |
| こちら葛飾区亀有公園前派出所 | 秋本治                        | 1億5720万部                   |                               | 新書版全201巻                                               |
| NARUTO -ナルト-              | 岸本斉史                      | 1億5300万部                   | 2億5000万部                   | 新書版全72巻 外伝1巻                                        |
| 鬼滅の刃                     | 吾峠呼世晴                    | 1億6400万部（デジタル版含む） | 2億2000万部（デジタル版含む） | 新書版全23巻                                                |
| SLAM DUNK                    | 井上雄彦                      | 1億2136万部                   | 1億8500万部                   | 新書版全31巻 完全版全24巻 新装版全20巻                      |
| BLEACH                       | 久保帯人                      |                               | 1億3000万部                   | 新書版全74巻                                                |
| ジョジョの奇妙な冒険         | 荒木飛呂彦                    |                               | 1億2000万部                   | 新書版既刊137巻                                             |
| 呪術廻戦                     | 芥見下々                      | 1億部 （デジタル版含む）      |                               | 新書版全31巻（呪術廻戦 0 東京都立呪術高等専門学校含む）     |
| 北斗の拳                     | 武論尊（原作） 原哲夫（作画） |                               | 1億部                         | 新書版全27巻 愛蔵版、文庫版全15巻 完全版全14巻 究極版全18巻 |
| 僕のヒーローアカデミア       | 堀越耕平                      |                               | 1億部 （デジタル版含む）      | 新書版全42巻                                                |

### 初版発行部数
『ONE PIECE』（尾田栄一郎）67巻の初版発行部数は405万部であり、これは日本出版界の最高初版発行部数となっている。同作は自身の持つコミック最高初版発行部数（27巻と55巻の263万部）を56巻（285万部）で更新、57巻以降は日本出版の最高初版発行部数を67巻まで更新し続けた。（詳細はONE PIECE#概要の項を参照）

#### 初版発行部数ランキング（トップ10作品）
| タイトル        | 作者       | 巻数        | 初版発行部数 |
| --------------- | ---------- | ----------- | ------------ |
| ONE PIECE       | 尾田栄一郎 | 第67巻      | 405万部      |
| 鬼滅の刃        | 吾峠呼世晴 | 第23巻      | 395万部      |
| SLAM DUNK       | 井上雄彦   | 第21 - 23巻 | 250万部      |
| Dr.スランプ     | 鳥山明     | 第6巻       | 220万部      |
| ドラゴンボール  | 鳥山明     | 第35巻      | 220万部      |
| 呪術廻戦        | 芥見下々   | 第17巻      | 215万部      |
| 幽☆遊☆白書      | 冨樫義博   | 第15巻      | 170万部      |
| NARUTO -ナルト- | 岸本斉史   | 第27、31巻  | 162万部      |
| キン肉マン      | ゆでたまご | 第17巻      | 160万部      |
| HUNTER×HUNTER   | 冨樫義博   | 第13巻      | 160万部      |

#### 初版発行部数で100万部以上を記録した作品一覧
〈ジャンプ コミックス〉レーベルで初版発行部数100万部以上を記録したことがある作品は、以下の25作品である。ここでは、各作品を発表年順に記載する。
| 1970年代作品 - キン肉マン（1979年） 1980年代作品 - Dr.スランプ（1980年） - キャプテン翼（1981年） - 北斗の拳（1983年） - ドラゴンボール（1984年） - 聖闘士星矢（1986年） - BASTARD!! -暗黒の破壊神-（1988年） - ろくでなしBLUES（1988年） - DRAGON QUEST -ダイの大冒険-（1989年） - 電影少女（1989年） 1990年代作品 - SLAM DUNK（1990年） - 幽☆遊☆白書（1990年） - るろうに剣心 -明治剣客浪漫譚-（1994年） - ONE PIECE（1997年） - HUNTER×HUNTER（1998年） - テニスの王子様（1999年） - NARUTO -ナルト-（1999年） | 2000年代作品 - BLEACH（2001年） - DEATH NOTE（2004年） - 黒子のバスケ（2009年） - 青の祓魔師（2009年） 2010年代作品 - 暗殺教室（2012年） - 鬼滅の刃（2016年） - 鬼滅の刃 外伝（2019年） - 呪術廻戦（2018年） - SPY×FAMILY（2019年） |

### オリコン記録
2011年2月11日付の「オリコン“本”ランキングコミック部門」では、『ONE PIECE』（尾田栄一郎）第61巻が「歴代最速3日で初週実売200万部超え」を達成した。
2012年5月14日付の「オリコン“本”ランキングコミック部門」では、『ONE PIECE』（尾田栄一郎）が2008年4月の集計開始以降では初となる「シリーズ累計売上1億部」（4年間の累計）を突破した。
2020年2月10日付の「オリコン週間コミックランキング」では、『鬼滅の刃』（吾峠呼世晴）が2008年4月の集計開始以降では初となる「同シリーズでの売上トップ10独占」を達成した。なお、この記録は4週間続いた。
2020年11月30日発表の「オリコン年間コミックランキング 2020 単巻別」では、『鬼滅の刃』（吾峠呼世晴）が2008年4月の集計開始以降では初となる「年間コミック売上1位から22位まで独占」を達成した。
2021年1月4日付の「オリコン週間コミックランキング」では、『鬼滅の刃』（吾峠呼世晴）第1巻が2008年4月の集計開始以降では初となる「単巻累計売上500万部」（5年間の累計）を突破した。

### 巻数記録
『こちら葛飾区亀有公園前派出所』（秋本治）の巻数が既刊201巻である。同作品は、1998年（平成10年）12月発売の111巻で『ゴルゴ13』（さいとう・たかを・リイド社）の巻数を抜き、2016年（平成28年）に連載を終了するまで日本の漫画単行本の最多巻数記録を更新した。この単独首位記録は、同作品連載終了より5年後の2021年（令和3年）に再び『ゴルゴ13』に巻数記録を追いつかれるまで続いた。

#### 単行本巻数ランキング（50巻以上）
同一作者による単一タイトル名の作品のみ。シリーズ累計での記録は除く。
巻数の 太字 は完結。
| タイトル                     | 作者       | 連載期間および掲載誌 | 巻数 (最終刊行月)   | ジャンルおよび備考                                                       |
| ---------------------------- | ---------- | --- | ------------------- | ------------------------------------------------------------------------ |
| こちら葛飾区亀有公園前派出所 | 秋本治     | 1976年（昭和51年）〜 2016年（平成28年） 週刊少年ジャンプ                                                                                                | 201巻 (2021年10月)  | コメディー、アクション                                                   |
| ONE PIECE                    | 尾田栄一郎 | 1997年（平成9年）〜 連載中 週刊少年ジャンプ | 112巻 (2025年7月)   | 冒険、アクション                                                         |
| キン肉マン                   | ゆでたまご | 1979年（昭和54年）〜 1987年（昭和62年）【旧シリーズ】 週刊少年ジャンプ 2011年（平成23年）〜 連載中【新シリーズ】 週プレNEWS（Web連載）&週刊プレイボーイ | 88巻 (2025年4月)    | 格闘、ギャグ 続編の『キン肉マンII世』（全57巻）含めれば100巻以上となる。 |
| 銀魂                         | 空知英秋   | 2004年（平成16年）〜 2019年（令和元年） 週刊少年ジャンプ → 少年ジャンプGIGA → 銀魂公式アプリ                                                            | 全77巻 (2019年8月)  | 時代劇、コメディー                                                       |
| BLEACH                       | 久保帯人   | 2001年（平成13年）〜 2016年（平成28年） 週刊少年ジャンプ                                                                                                | 全74巻 (2016年11月) | ファンタジー、アクション                                                 |
| NARUTO -ナルト-              | 岸本斉史   | 1999年（平成11年）〜 2014年（平成26年） 週刊少年ジャンプ                                                                                                | 全72巻 (2015年2月)  | 忍者                                                                     |
| ジョジョの奇妙な冒険         | 荒木飛呂彦 | 1987年（昭和62年）〜 1999年（平成11年） 週刊少年ジャンプ                                                                                                | 全63巻 (1999年4月)  | ファンタジー、アクション 続編を含めれば100巻以上となる。                 |
| わたるがぴゅん!              | なかいま強 | 1984年（昭和59年）〜 2004年（平成16年） 月刊少年ジャンプ                                                                                                | 全58巻 (2004年11月) | 野球/スポーツ                                                            |

## 形状
サイズは原則として新書判。ただし、アニメコミック (B6)・完全版 (A5) ・『SQ』連載作品の一部 (B6) などのようにより大判で発行される事もある。
初期の物は多くの箇所でデザインが画一化されていたが、徐々に自由化されてきている。ただし背表紙や表紙そでの基本デザインは創刊時から変更されていない。
長らく掲載誌によるデザインの差別化はなされておらず、外見から掲載誌を特定することはできなかったが、2008年より『ジャンプスクエア』掲載作については専用のデザインが使用されている。『SQ』掲載作品の単行本は全体的なデザインとしては通常の〈JC〉を踏襲しながらも、『SQ』のイメージカラーであるオレンジを基調としたものになっており、奥付の背景としてスクエアのロゴが使用する、ロゴの一部に「SQ.」を組み合わせるなど通常の〈JC〉とは差別化されている。同じく『少年ジャンプ＋』掲載作についても専用のデザインが使用されている。ただし、奥付の表記は同じく「ジャンプ コミックス」であり、サブレーベル化されているわけではない。『MJ』時代からの続刊作品や『WJ』からの移籍作品については、既刊に合わせた従来通りのデザインを継続して使用している。
また、ヤングジャンプで掲載されて、単行本がジャンプ コミックスの場合は、「JC ヤングジャンプ」というレーベル名になっている。
以下、通常の〈JC〉とは異なるSQ単行本用デザインについては冒頭に(SQ)、YJ単行本デザインについては冒頭に(YJ)と付記する。
原則としてカラーページはないが、一部の巻には巻頭に折り込まる場合がある。また『SQ』用デザインの単行本では、原則として巻頭に2-4ページまたは折り込み1枚のカラーページが収録されている。

### ロゴタイプ
以下のロゴタイプが使われている。
1. 青。頭部の横棒を長くした「J」と中心部に緑の点を配置した「c」をくっつけ左右を対称的に図案化したもの。背表紙の一番上と裏表紙に必ず描かれる。なお裏表紙では下部に「ジャンプコミックス」の文字列が付随する。
  - (SQ) 背表紙ではロゴをオレンジと赤色にしたものに「JUMP COMICS」「SQ.」の文字列を2段に組んだものが下付けされている。裏表紙では黒い同じロゴの右に「JUMP COMICS」・「ジャンプコミックス」（文字列の色は不特定）を2段に組んだものを使用。
  - (YJ) 背表紙は「JC」のロゴタイプの下に「YOUNG」、その下に「JUMP」の文字列が入ったものである。文字色は藍色に近い色合いで、「c」の中心にある点は文字色と同じである。裏表紙では、同じロゴの右に「YOUNG JUMP」、その下に小さいフォントサイズで「JUMP COMICS」と配置したものを使用し、文字色は黒である。
  - (PLUS) 背表紙はロゴは青だが、「c」の中にある図形が丸から「+」に変更されている他、「JUMP COMICS」「PLUS」の2段の文字列が下付けされている。
2. 黒などの色文字。「JUMP COMICS」の文字列の右にジャンプのシンボルマークである「ジャンプパイレーツ」が配置されている。表紙（下部、上部等）に必ず描かれる。
  - (SQ) 表紙では「JUMP COMICS」（色は不特定）の右に図案化されたオレンジ色の「SQ.」を配置したロゴが使われている。ジャンプパイレーツは描かれておらず、フォントも通常のJCとは違うものが使用されている。
  - (YJ) 使用されていない。
  - (PLUS) 表紙では「JUMP COMICS」（黒）の右に図案化された赤の「+」を配置したロゴが使われている。SQ同様にジャンプパイレーツは描かれておらず、フォントも通常のJCとは違うものが使用されている。
3. 「ジャンプコミックス」の文字列。主にジャンプパイレーツと組み合わせた形で裏表紙そでの既刊リスト上部で使われていた。リストの掲載が廃止されて以降はあまり使用されていない。
  - (SQ) 使用されていない。
  - (YJ) 裏表紙に「JUMP COMICS」の文字は使われているが、フォントが異なる。

### 表紙カバー
表紙
初期は4本の横線で下部と区切られた上部1cm程が一色で塗りつぶされ、上記2のロゴが配置されていた。4本線と塗りつぶしは順に廃止されているが、ロゴについては配置場所を自由化しつつも2022年現在においても必ず配置されている。なお、塗りつぶしの色は同じ作品であっても原則巻毎で異なっていた（統一しているものもあり）。また、創刊直後は表紙のタイトルが縦書きのスタイルが主流であったが、1980年代にはデザインが自由化される。
イラストは基本的に4色刷りであるが、ジョジョリオンでは作者が自作した色を再現するため特色を2色加えた6色刷りを使用している。
裏表紙
初期は白地の右三分の一程が単色で塗りつぶされ、4本線（表紙と同じ高さに）と上記1のタイプのロゴ（中央部）を配置する形で統一されていた。塗りつぶしの色は必ずではないが表紙上部の色と同じであることが多く、作品独自に模様やロゴなどを配置する作品も存在した。裏表紙の基本デザインは4本線の廃止（1994年）とあらすじの記載（1998年から）以外では長らく変更される事は無かったが、2008年頃からロゴの配置場所が左下に変更され、デザインも自由化されている。
背表紙
上から順に、上記1のロゴ・作品タイトル・巻数・イラスト・作者名・（コード）の順で記載され、最下部には青地に黒文字で集英社と記載。基本デザインは当初より変更されていない。ただし細かい変更点としては有無を含めてコードの表記方法が何度か変更されており、1997年からはコードの代わりに黒い菱形（◆）が書かれていた。
2021年の4月の新刊からは（●）が書かれるようになっている。
(SQ) ロゴが専用のものになっている他、最下部の「集英社」記載部分が青地ではなくなっている。
表紙のそで
上から順に写真もしくはイラスト・作者名（横書き）・青い横線・作者コメント（縦書き）が記載。これに加え、1985年4月発売分から2015年3月発売分まで収録作品の掲載号が記載されるようになった。基本デザインは当初より変更されていない。
(SQ) 上部には二つの正方形が並び、左側のオレンジ色枠の正方形には自画像などのイラスト、右側のオレンジ色地の正方形には白文字で作者名と上記2タイプのロゴを配置。その下に漢字の作者名、作者コメント、収録作品の掲載号が記載されている。ただし、作品によっては自画像と作者コメントがないものも存在する。全て横書きになっており、作者名と掲載号部分にはオレンジの縦線でインデントが取られている。
裏表紙のそで
2008年8月までは発行中のジャンプコミックスの既刊リストが記載されていた。掲載作品の増加に伴いレイアウトは何度か変更されている。値上がりした2008年9月以降は既刊リストは廃止され掲載誌のWebサイトなどを告知するスペースとなっている。ただし、カラーイラストを掲載するなどの自由な使い方を行っているものもある。

### 巻末
写真付きで2ページのコメントが必ず掲載されていた。1970年代には著名人のコメント（シリーズものの最終巻では作者のコメント）、1980年代は読者からのお便りによるコメントに変わる。しかし、コミックスに未収録の本誌の内容を感想に書いて送ったファンレターが掲載されることもあり、コミックス派の読者に対するネタバレが発生した。後にこのフォーマットは廃止されている。フォーマット廃止後は、作者によってはファンサービスのページとして使われており、途中のあまりページと合わせて読み物や描き下ろし漫画、単行本収録に当たり省かれた雑誌掲載時の扉ページ、読者からのコメントやイラストなどが掲載される場合がある。なお、『ドラゴンボール』や『こちら葛飾区亀有公園前派出所』の様に、フォーマット廃止前より独自のコーナーを設けていた作品もある。
巻末でページ数が余った場合には、原則とし奥付より後ろに既刊の広告・最終ページには完結既刊リストが掲載される。しかし、近年では他作品の広告が掲載される事は殆どなく、次巻の予告やスタッフ紹介のみが掲載される事が多い。

### その他
『ジャンプ』作品は雑誌掲載時は奇数ページが基本であるため、単行本収録時には各エピソード間に空きページが生じてしまう。空きページには作品から流用したカットや描き下ろしイラストが挿入されることが多いが、作者によっては上述の巻末同様にファンサービスのページとして使われている。
過去のストーリー漫画作品は単行本収録時に続き物のエピソードはひとまとめする傾向が強かった（扉絵もほとんど収録されないので空きページも出ない）。『ドラゴンボール』や『電影少女』は巻末に扉絵ギャラリーとしてひとまとめにしていた。『聖闘士星矢』は見開きの扉絵で聖衣の展開図を描くことが多かったが、単行本収録時には巻末にまとめられている。
連載作品で1巻刊行以下続刊の単行本には、巻数と共にサブタイトルも設定・記載される。

## 価格の変遷
価格は税率も含め発売当時のもの。1989年の消費税の導入後は税込み価格を「定価」・税抜き価格を「本体」として記載。1999年以降は「定価 本体価格xxx円+税」と記載が改められ、税込み価格が記載されなくなった。
※ 年月は発行日を参考としているため、実際の発売日は一月前の場合がある。
| 価格                                          | 期間                                | 備考 |
| --------------------------------------------- | ----------------------------------- | --- |
| 240円                                         | 1969年11月（創刊時） - 1971年12月頃 | |
| 250円                                         | 1972年4月 -                         | |
| 定価320円                                     | 1978年10月 - 1978年10月頃           | |
| 定価340円                                     | 1978年11月 - 1980年6月頃            | - 背表紙にコード番号が記載（JC****）と表記                                                                                       |
| 定価360円                                     | 1980年8月 - 1989年2月頃             | - 背表紙のコード番号からJC表記が外れ数字のみとなる                                                                               |
| 定価370円、本体359円                          | 1989年4月 - 1990年4月頃             | 消費税の導入。 |
| 定価390円、本体379円                          | 1990年7月 - 1995年8月頃             | - 背表紙のコード番号に★が入る |
| 定価400円、本体388円                          | 1996年2月 - 1997年2月頃             | - 背表紙のコード番号に☆が入る |
| 定価410円、本体390円                          | 1997年4月 - 2008年8月頃             | - 消費税等が5%に変更。 - 1999年より表記を「定価 本体価格390円+税」に変更。 - 背表紙のコード番号表記を廃止。数字の代わりに◆が入る |
| 定価 本体価格400円+税 （税込み実売価格420円） | 2008年10月 - 2014年3月              | |
| 定価 本体価格400円+税 （税込み実売価格432円） | 2014年4月 - 2018年7月               | - 消費税等が8%に変更。 |
| 定価 本体価格440円+税 （税込み実売価格475円） | 2018年8月 - 2019年9月               | |
| 定価 本体価格440円+税 （税込み実売価格484円） | 2019年10月 - 2022年10月             | - 消費税等が10%に変更。 |
| 定価 本体価格480円+税 （税込み実売価格528円） | 2022年11月 - 2024年6月              | |
| 定価 本体価格520円+税 （税込み実売価格572円） | 2024年7月以降                       | |
| 定価 本体価格438円+税 （税込み実売価格460円） | 2008年5月 -                         | 『SQ』作品用の価格。他誌掲載の物は変更なし。                                                                                     |

## 関連レーベル
集英社や子会社にさまざまな関連レーベルが存在し、子会社から発行されているものも発売は全て集英社からなされている。以下発行会社別に関連レーベルをまとめる。レーベル名後ろの括弧内は英語表記及び略称。

### 集英社
ジャンプ・コミックス デラックス (JUMP COMICS DELUXE / JCD)
もともとは名前のとおり〈JC〉の豪華版として始まっており、かつてはロゴタイプも〈JC〉の物の下部に「デラックス」を加えただけのものであった。短期連載作品、既刊のワイド版・連載ページ数の少ないギャグ漫画・イラスト集などの大判作品が発行されていた。
のちに事実上『スーパージャンプ (SJ) 』系列専用のレーベルとなり、ロゴタイプも大きく描かれた「SJ」の下に「JUMP COMICS DELUXE」を3段で組んだ形のものが使われていた。『グランドジャンプPREMIUM』に継承された作品も引き続き同レーベルより発売されているが、ロゴタイプの「SJ」の部分は「GJ」となっている。
ヤングジャンプ コミックス (YOUNG JUMP COMICS / YJC)
『スーパージャンプ』系列を除く、ジャンプ系列の青年誌の単行本を発行。ただし、「JC ヤングジャンプ」のような例外もある。
集英社ジャンプリミックス (SHUEISHA JUMP REMIX / SJR)
廉価版のコンビニコミックを発行。
ジャンプテレビコミックス (JUMP TV COMICS / JTC)
当時、NHK総合で放送されたされた柴田錬三郎原作の人形時代劇作品『真田十勇士』の漫画化作品（本宮ひろ志）のみ発行。
Vジャンプコミックス
設置当初は「Vジャンプブックス コミックスシリーズ」。「Vジャンプ#単行本」を参照。
集英社文庫
漫画の文庫版も含まれており、「コミック版」として発行されている。なお、文庫版としてはこれ以前にも1976年から「集英社漫画文庫」のレーベルで発行されていた。「漫画文庫」時代には〈JC〉からの再録ではなく、初単行本化が同文庫であったものも複数存在する（宮下あきら『嗚呼!!毘沙門高校』、永井豪『ゴエモン先生』など）。
ジャンプ ジェイ ブックス (JUMP j-BOOKS)
ジャンプ作品のノベライズを中心としたライトノベル用のレーベル。

### 集英社クリエイティブ
子会社の集英社クリエイティブ（旧・創美社）からの発行。
ジャンプスーパーコミックス (JUMP SUPER COMICS / JSC)
〈JC〉からは単行本が発行されなかった作品（主に短期終了作品）や『少年ジャンプ』系列誌掲載作家の短編集を発行しており、単巻の作品が多い。基本デザインはほぼ〈JC〉と共通であり、ロゴも〈JC〉のものに赤いSを絡ませたようなものになっている。1976年（昭和51年）の『ゼロの白鷹』（本宮ひろ志）の1巻発行から始まり、1993年（平成5年）の『とっても少年探検隊II』（あろひろし）発行を最後に長らく新刊発行が停止されていたが、2009年（平成21年）9月に16年ぶりの新刊となる『ソイヤ!!こち亀お江戸だいすきBOOK』（秋本治・川富士立夏）が発行されている。
ジャンプスーパーエース (JUMP SUPER ACE / JSA)
〈JSC〉の豪華版にあたり、〈JSC〉等の既刊作品のワイド版での再出版が中心。最新巻は2005年発行の『森田まさのり短編集 スベルヲイトワズ』（森田まさのり）。

### ホーム社
ホーム社では編集作業の他にコンビニコミックや、アニメ化作品のフィルムコミックなどを発行している。
ジャンプ コミックス セレクション (JUMP COMICS SELECTION / JCS)
〈JC〉作品のワイド版での再編やアニメコミックスのほか、『ファミコン神拳奥義大全書』などのゲーム攻略本の発行も行なっていた。
ヤングジャンプ コミックス セレクション (YOUNG JUMP COMICS SELECTION / YJCS)
〈JCS〉のYJC版。
ホームコミックス (HOME COMICS / HC)
〈JC〉作品のワイド版での再編を一部で行なっていた。
集英社ホームリミックス (SHUEISHA HOME REMIX / ShR)
廉価版のコンビニコミック。
ホーム社漫画文庫 (HMB)
漫画専用の文庫レーベル。
アニメコミックス
アニメ化作品のフィルムコミック。
キャラクターズブック
アニメ化した作品のキャラクター紹介などを掲載した関連書籍。